# Cây sứa

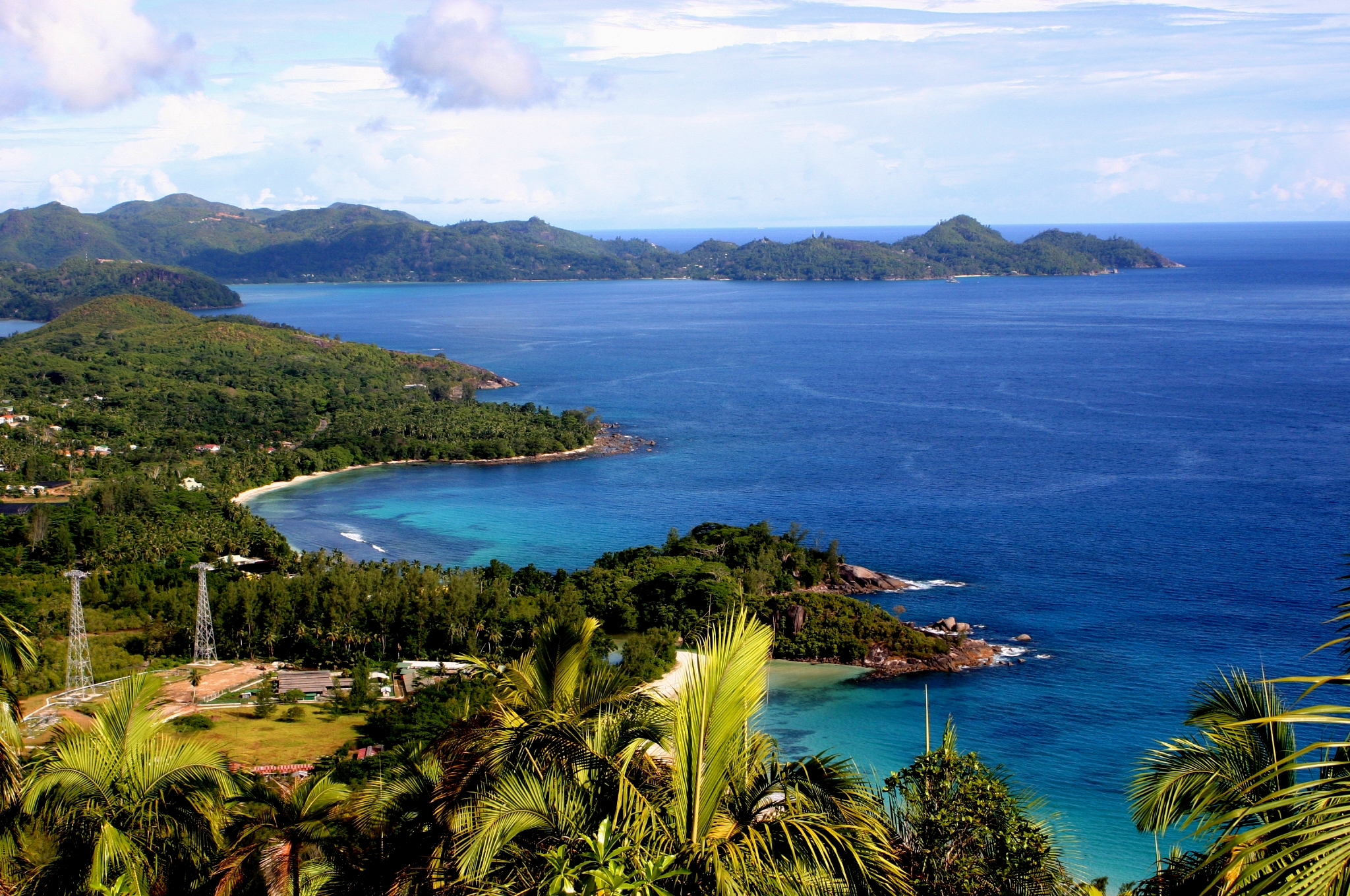
Mahé, quê hương của cây sứa.

Cây sứa (danh pháp khoa học: Medusagyne oppositifolia), loài duy nhất của chi Medusagyne và họ Medusagynaceae, một loài cây gỗ cực kỳ nguy cấp và bất thường, đặc hữu trên đảo Mahé của Seychelles. Loài này đã từng được coi là tuyệt chủng cho tới khi một vài cây được phát hiện lại trong thập niên 1970.
Bộ nhụy của hoa loài cây này trông giống như các xúc tu của sứa, vì thế mà có tên gọi thông thường trong một số ngôn ngữ (như tiếng Anh) cũng như trong tên gọi khoa học của nó. Loài cây này thể hiện sự thích nghi với khí hậu khô, một điều kỳ lạ trên một quần đảo ẩm ướt. Nó có thể chịu được khô hạn, và hạt phát tán nhờ gió. Điều này gợi ý rằng nó có nguồn gốc Gondwana.
Chi Medusagyne thường được gộp trong họ Ochnaceae nghĩa rộng, chẳng hạn trong phân loại gần đây của Angiosperm Phylogeny Group. Họ nhỏ Quiinaceae ở vùng nhiệt đới châu Mỹ cũng được gộp trong họ Ochnaceae nghĩa rộng.

## Hình ảnh

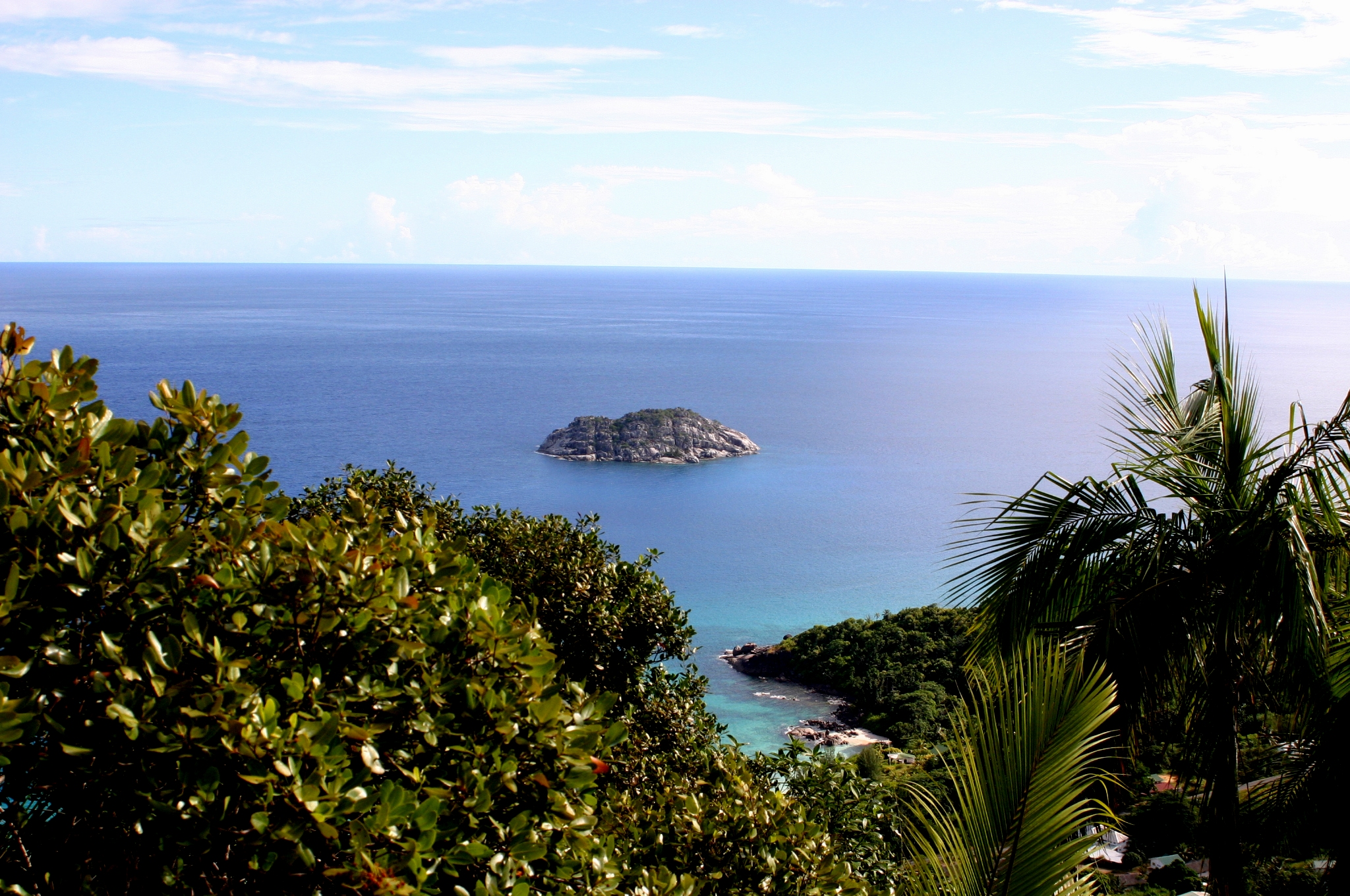